# تیزتپه
تیزتپه مربوط به دوران‌های تاریخی پس از اسلام است و در شهرستان گرگان، بخش مرکزی، روستای قلعه محمود واقع شده و این اثر در تاریخ ۱۰ بهمن ۱۳۸۳ با شمارهٔ ثبت ۱۱۲۷۵ به‌عنوان یکی از آثار ملی ایران به ثبت رسیده است.